# Wital Szarbur
Wital Szarbur, biał. Віталь Шарбур, ros. Виталий Дмитриевич Шарбур, Witalij Dmitrijewicz Szarbur (ur. 27 listopada 1927 w Charkowie, Ukraińska SRR, zm. 28 sierpnia 2009 w Mohylewie, Białoruś) – białoruski piłkarz pochodzenia ukraińskiego, grający na pozycji bramkarza, sędzia i trener piłkarski.

## Kariera piłkarska

### Kariera klubowa
W 1943 karierę piłkarską rozpoczął w drużynie Łokomotyw Charków, jednak dalsze występy na boisku zostały przerwane przez II wojnę światową. W następnym roku został powołany do wojska, a zakończył wojnę w Poczdamie. Po wojnie grał w piłkarskiej reprezentacji dywizji, w składzie której zdobył mistrzostwo Sił Zbrojnych ZSRR. Nieco później, w 1947 roku wraz ze swoją jednostką wojskową został przeniesiony do Bobrujska, a już w 1951 roku został zaproszony do Dinama Leningrad, który występował w pierwszej lidze mistrzostw ZSRR. Niestety, po śmierci Stalina klub został rozwiązany. Ponadto, ze względu na chorobę żony musiał wrócić do Bobrujska, odrzucając oferty klubów z Rygi i Charkowa. W Bobrujsku został grającym trenerem miejscowego Spartaka, a w 1956 roku z drużyną zdobył wicemistrzostwo republiki. Później grał w zespole Urożaj Mińsk, a w 1960 otrzymał ofertę pracy w Chimiku z Mohylewa, w którym zakończył karierę.

## Kariera trenerska
Karierę szkoleniowca rozpoczął jeszcze będąc piłkarzem. Łączył funkcje trenerskie i piłkarza w klubach Spartak Bobrujsk i Chimik Mohylew. Od 1974 do 1976 prowadził Dniapro Mohylew. W międzyczasie w 1968 ukończył Wyższą Szkole Trenerów w Moskwie. Sędziował mecze w rozgrywkach piłkarskich i hokeju na lodzie.
28 sierpnia 2009 zmarł w wieku 81 lat.

## Sukcesy i odznaczenia

### Sukcesy piłkarskie i trenerskie
Spartak Bobrujsk
- wicemistrz Białoruskiej SRR: 1956

### Odznaczenia
- tytuł Mistrza Sportu ZSRR
- tytuł Zasłużonego Trenera Białoruskiej SRR
- medal "Za Zasługi Wojskowe".